# Arius arenarius
Arius arenarius és una espècie de peix de la família dels àrids i de l'ordre dels siluriformes.

## Morfologia
Els mascles poden assolir els 29 cm de llargària total.

## Distribució geogràfica
Es troba a Taiwan i al sud de la Xina.